# Old Siam, Sir
Old Siam, Sir è un brano musicale di Paul McCartney, tratto dall'album Back to the Egg, e pubblicato nel 1979 come singolo dal suo gruppo Wings.
La canzone era il lato A del singolo in Gran Bretagna, e la B-side nella versione statunitense del singolo dove la A-side era invece Arrow Through Me.
Il brano, uno dei rock più duri e sporchi degli Wings, è considerato uno dei brani migliori del McCartney "minore"  e con il passare degli anni è stato molto rivalutato anche se all'epoca della sua uscita non ottenne risultati esaltanti in classifica: raggiunse il 35º posto della classifica britannica, rimanendoci per 6 settimane.

## Origine
Linda McCartney viene indicata come l'ideatrice del riff iniziale di chitarra e basso dell'introduzione (che presenta non poche somiglianze con la contemporanea My Sharona dei The Knack, pubblicata anch'essa nel giugno del 1979), successivamente Paul McCartney sviluppò, insieme a Denny Laine, il riff principale in quella che sarebbe diventata la canzone vera e propria, registrandone una demo strumentale provvisoriamente intitolata Super Big Heatwave.

## Tracce singolo (UK)
1. Old Siam, Sir (Paul McCartney) - 4:11
2. Spin it On (Paul McCartney) - 2:13[6]